# Gardères
Gardères ist eine französische Gemeinde mit 440 Einwohnern (Stand 1. Januar 2022) im Département Hautes-Pyrénées in der Region Okzitanien (vor 2016: Midi-Pyrénées). Die Gemeinde gehört zum Arrondissement Tarbes und zum Kanton Ossun.
Die Einwohner werden Gardérois und Gardéroises genannt.

## Geographie
Gardères liegt circa 16 Kilometer westnordwestlich von Tarbes in einer Exklave des Départements im benachbarten Département Pyrénées-Atlantiques.
Umgeben wird Gardères von den sechs Nachbargemeinden:
| Eslourenties-Daban (Pyrénées-Atlantiques) | Saubole (Pyrénées-Atlantiques)              |                             |
| Lourenties (Pyrénées-Atlantiques)         | Kompassrose, die auf Nachbargemeinden zeigt | Aast (Pyrénées-Atlantiques) |
|                                           | Luquet                                      | Ger (Pyrénées-Atlantiques)  |

## Einwohnerentwicklung
Nach Beginn der Aufzeichnungen stieg die Einwohnerzahl bis zur Mitte des 19. Jahrhunderts auf einen Höchststand von rund 785. In der Folgezeit sank die Größe der Gemeinde bei kurzen Erholungsphasen bis zu den 1980er Jahren auf rund 340, bevor eine Wachstumsphase einsetzte, die heute noch anhält.
| Jahr      | 1962 | 1968 | 1975 | 1982 | 1990 | 1999 | 2006 | 2011 | 2022 |
| --------- | ---- | ---- | ---- | ---- | ---- | ---- | ---- | ---- | ---- |
| Einwohner | 389  | 363  | 343  | 342  | 396  | 381  | 408  | 424  | 440  |

## Sehenswürdigkeiten
- Schloss Gardères aus der zweiten Hälfte des 18. Jahrhunderts, seit 1997 als Monument historique eingeschrieben
- Pfarrkirche Saint-Julien
- Der Gabas-Stausee dient zur Bewässerung für die Landwirtschaft, fasst bis zu 20 Millionen m³ und hat vier Gemeinden als Anrainer.

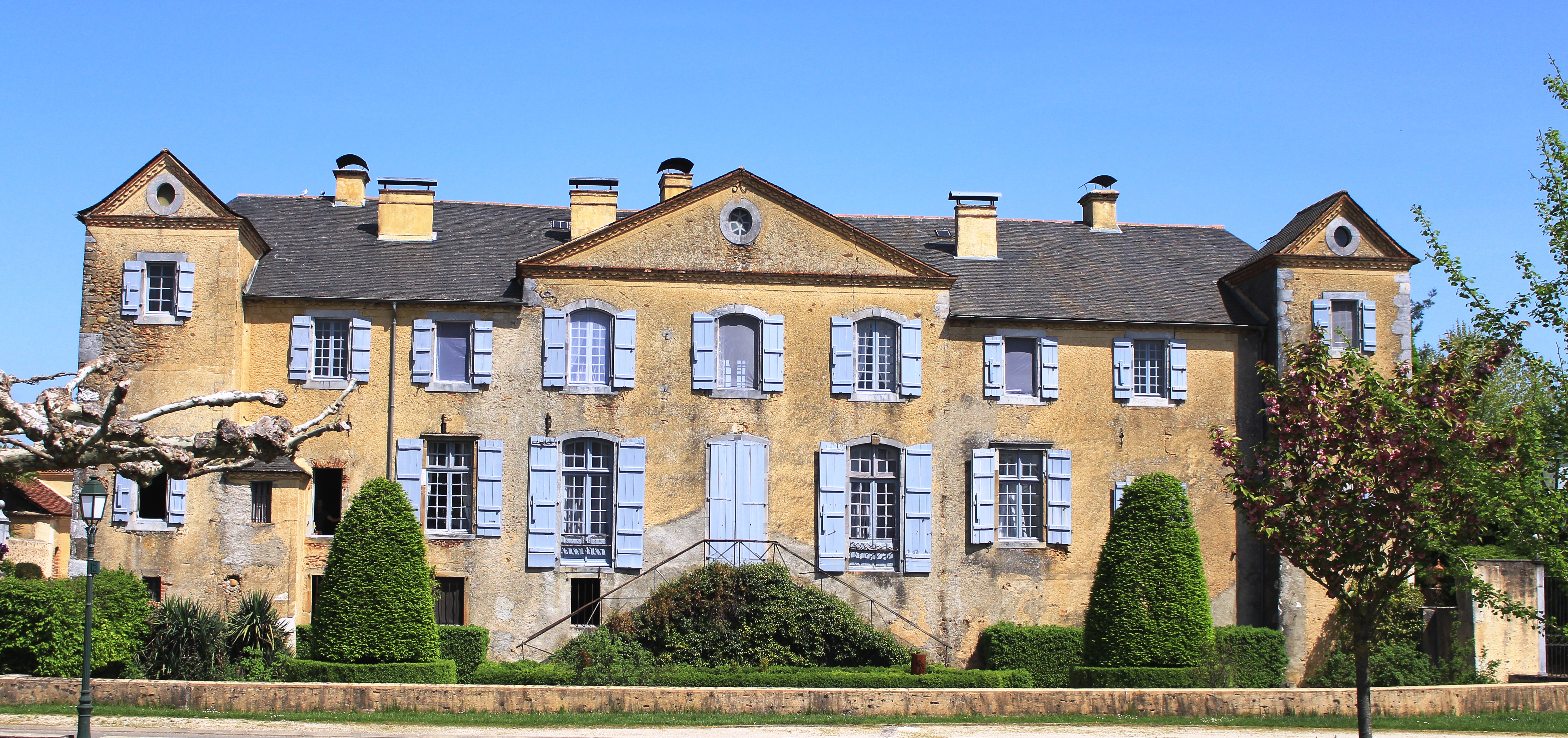
Schloss Gardères
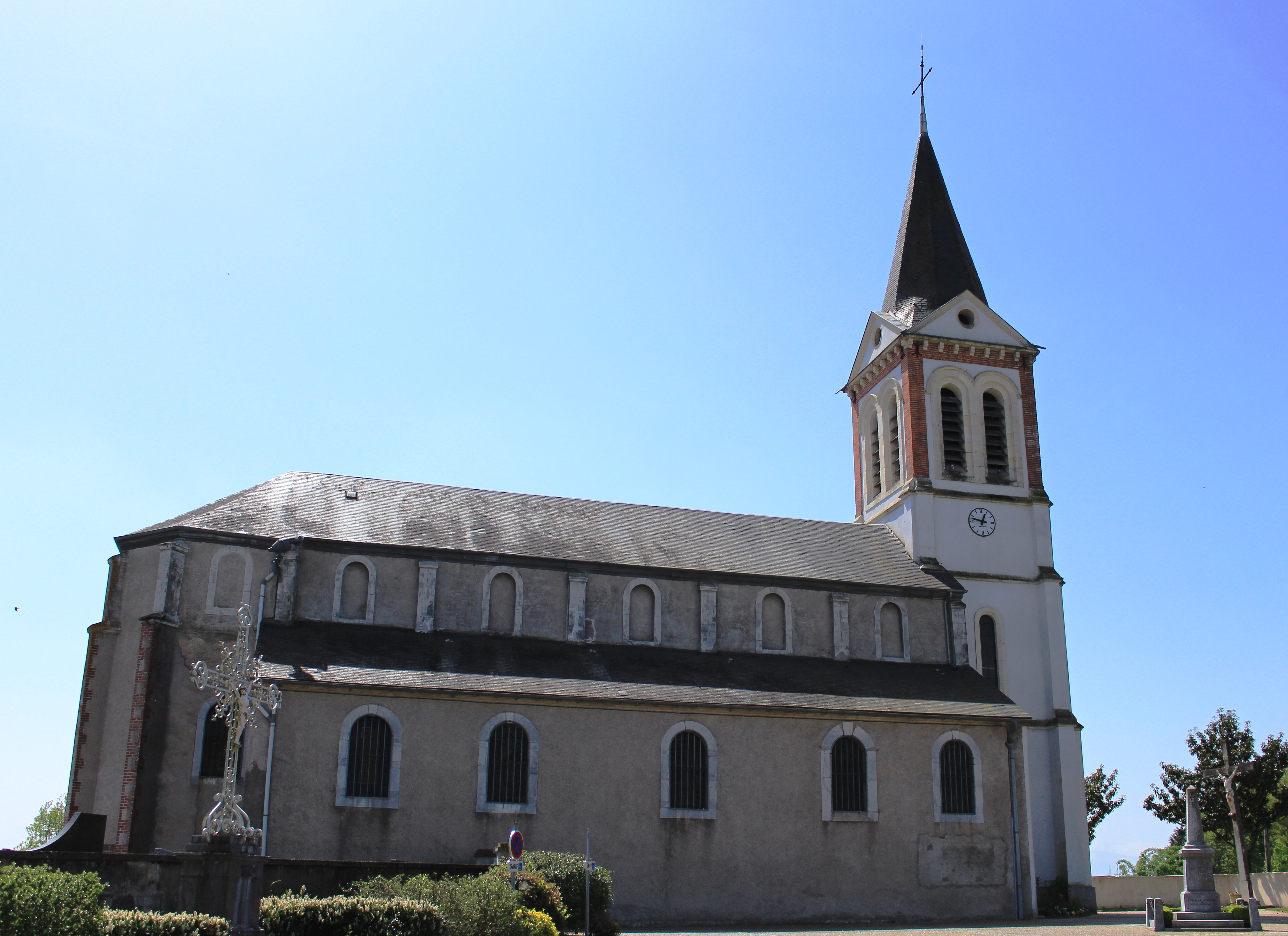
Pfarrkirche Saint-Julien
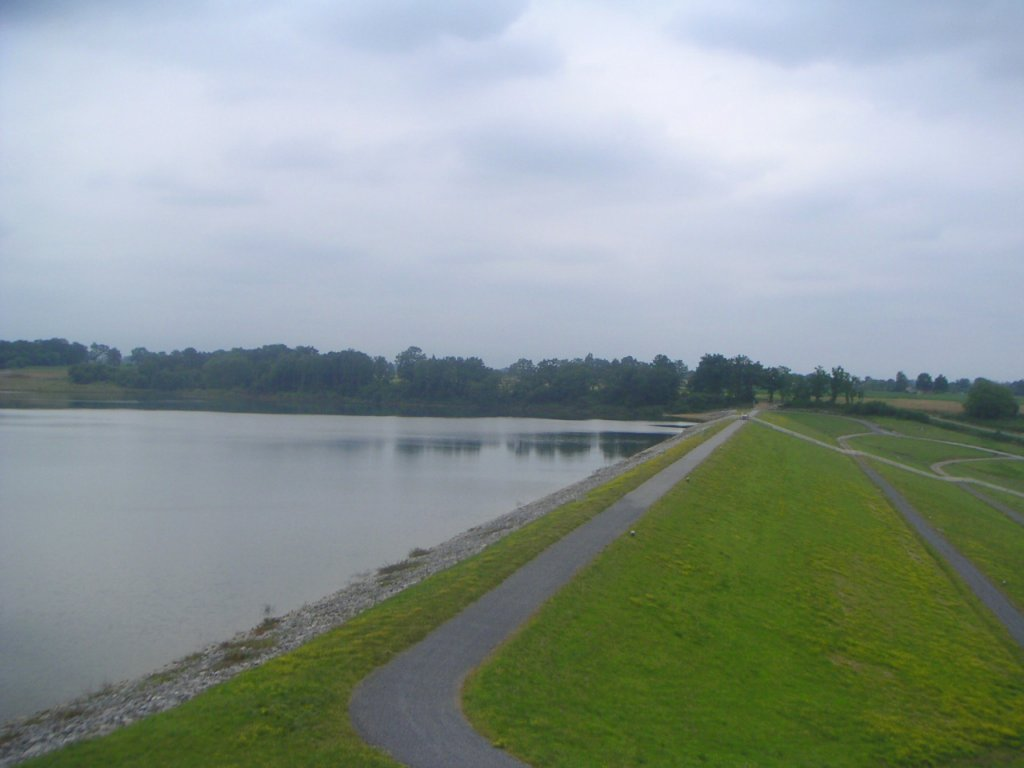
Gabas-Stausee

## Wirtschaft und Infrastruktur

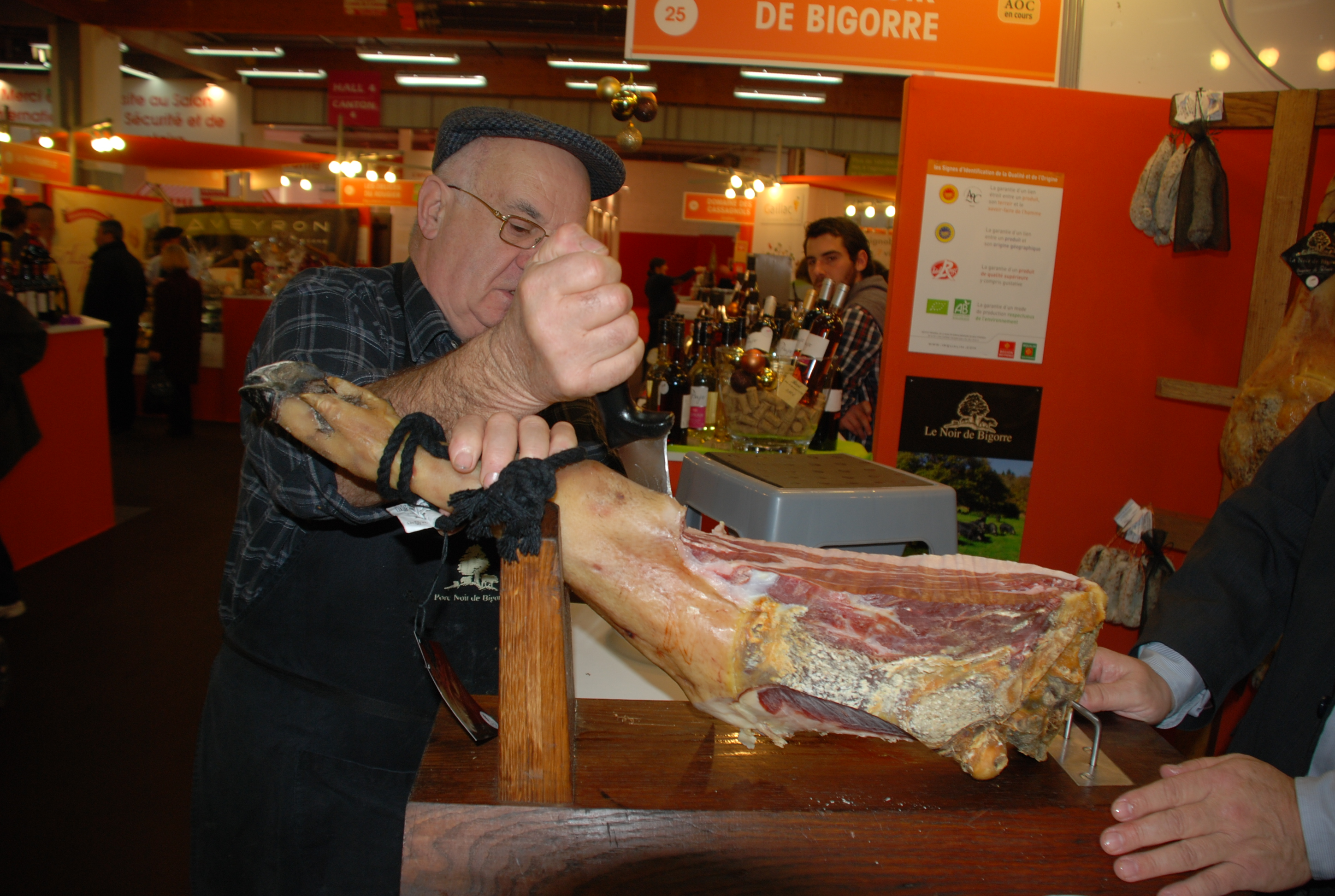
Noir de Bigorre-Schinken

Die Landwirtschaft ist einer der wichtigsten Wirtschaftsfaktoren der Gemeinde. Die Betriebe belegen durchschnittlich 12 Hektar oder 79 % des Gemeindegebiets. Die Zahl der Betriebe ist stark rückläufig. Waren es 1979 noch 62 landwirtschaftliche Betriebe, so waren es im Jahre 2015 bereits nur noch 31.
Gardères liegt in den Zonen AOC der Schweinerasse Porc noir de Bigorre und des Schinkens Jambon noir de Bigorre.

### Bildung
Die Gemeinde verfügt über eine Grundschule mit 22 Schülerinnen und Schülern im Schuljahr 2019/20.

### Verkehr
Gardères ist erreichbar über die Routes départementales 47, 69 (Pyrénées-Atlantiques: 42) und 70 (Pyrénées-Atlantiques: 311).